# Tityus melici
Espèce
Tityus melici est une espèce de scorpions de la famille des Buthidae.

## Distribution
Cette espèce est endémique de l'État de Bahia au Brésil. Elle se rencontre dans la Serra da Jurema.

## Description
Le mâle holotype mesure 53,8 mm et la femelle paratype 60,1 mm.

## Étymologie
Cette espèce est nommée en l'honneur d'Antonio Melic.

## Publication originale
- Lourenço, 2003 : « Description of a new species of Tityus (Scorpiones, Buthidae) from Serra da Jurema in the State of Bahia, Brazil. » Revista Ibérica de Aracnología, no 7, p. 109-115 (texte intégral).